# Araspus
Araspus is een geslacht van wantsen uit de familie van de Miridae (Blindwantsen). Het geslacht werd voor het eerst wetenschappelijk beschreven door William Lucas Distant in 1904.

## Soorten
Het genus bevat de volgende soorten:
- Araspus bifasciatus Carvalho, 1984
- Araspus frontipallidus Carvalho, 1984
- Araspus gressitti Carvalho, 1984
- Araspus maai Carvalho, 1984
- Araspus nigrus Carvalho, 1984
- Araspus notomaculatus Carvalho, 1984
- Araspus parcepunctatus Poppius, 1912
- Araspus partilus (Walker, 1873)
- Araspus scutellaris Poppius, 1912
- Araspus trapezinotus Carvalho, 1984
- Araspus wauensis Carvalho, 1984